# Psicologia evolucionista
La psicologia evolucionista és un enfocament teòric de la psicologia que examina la cognició i el comportament des d'una perspectiva evolutiva moderna. Pretén identificar les adaptacions psicològiques humanes respecte als problemes ancestrals que han evolucionat durant la història evolutiva. En aquest marc, els trets i mecanismes psicològics són productes funcionals de la selecció natural i sexual o subproductes no adaptatius d'altres trets adaptatius.
El pensament adaptacionista sobre els mecanismes fisiològics, com el cor, els pulmons i el fetge, és habitual en la biologia evolutiva. Els psicòlegs evolucionistes apliquen el mateix pensament en psicologia, argumentant que de la mateixa manera que el cor va evolucionar per bombar sang, el fetge va evolucionar per desintoxicar els verins i els ronyons van evolucionar per filtrar els líquids tèrbols, hi ha una modularitat mental en què diferents mecanismes psicològics van evolucionar per resoldre problemes. Aquests psicòlegs evolucionistes argumenten que gran part del comportament humà és el resultat d'adaptacions psicològiques que van evolucionar per resoldre problemes recurrents en entorns ancestrals humans.
Alguns psicòlegs evolucionistes argumenten que la teoria de l'evolució pot proporcionar un marc metateòric fonamental que integri tot el camp de la psicologia de la mateixa manera que la biologia evolutiva ho fa per a la biologia.
Els psicòlegs evolucionistes sostenen que els comportaments o trets que es donen de manera universal en totes les cultures són bons candidats per a les adaptacions evolutives, incloses les habilitats per inferir les emocions dels altres, discernir els familiars dels altres, identificar i preferir companys més sans i cooperar amb altres persones. S'han fet descobriments sobre el comportament social humà relacionat amb l'infanticidi, la intel·ligència, els patrons matrimonials, la promiscuïtat, la percepció de la bellesa, el preu de la núvia i la inversió dels pares. Les teories i les troballes de la psicologia evolutiva tenen aplicacions en molts camps, com ara l'economia, el medi ambient, la salut, el dret, la gestió, la psiquiatria, la política i la literatura.
La crítica a la psicologia evolutiva es basa en l'absència de cap possible comprovació de la teoria, argumentant que es basa en supòsits cognitius i evolutius (com ara el funcionament modular del cervell i una gran incertesa sobre l'entorn ancestral), també es fonamenta en la importància de les explicacions no genètiques i no adaptatives, així com qüestions polítiques i ètiques degudes a la interpretació dels resultats de la recerca. Els psicòlegs evolucionistes sovint comenten aquestes crítiques.

## Context

### Principis
La seva suposició central és que el cervell humà es compon d'un gran nombre de mecanismes especialitzats que van ser modelats per la selecció natural durant un gran període per resoldre els problemes recurrents de processament de la informació als quals s'enfrontaven els nostres avantpassats. Aquests problemes impliquen eleccions alimentàries, jerarquies socials, distribució de recursos a la descendència i selecció de parella. Els defensors suggereixen que pretén integrar la psicologia a les altres ciències naturals, arrelant-la en la teoria organitzadora de la biologia (teoria de l'evolució), i entenent així la psicologia com una branca de la biologia. L'antropòleg John Tooby i la psicòloga Leda Cosmides assenyalen:
| « | La psicologia evolutiva és l’intent científic de llarga durada de reunir disciplines humanes desvinculades, fragmentàries i mútuament contradictòries, en un marc d’investigació únic i integrat lògicament per a les ciències psicològiques, socials i del comportament: un marc d’un marc. Això no només incorpora les ciències evolutives de forma completa i igual, sinó que elabora sistemàticament totes les revisions de la pràctica de creences i investigacions existents que requereix aquesta síntesi. | » |

De la mateixa manera que la fisiologia humana i la fisiologia evolutiva han treballat per identificar adaptacions físiques del cos que representen la "naturalesa fisiològica humana", el propòsit de la psicologia evolutiva és identificar les adaptacions emocionals i cognitives evolucionades que representen la "naturalesa psicològica humana". Segons Steven Pinker, "no és una teoria única sinó un gran conjunt d'hipòtesis" i un terme que "també ha arribat a referir-se a una manera particular d'aplicar la teoria de l'evolució a la ment, amb èmfasi en l'adaptació, a nivell genètic, de selecció i modularitat". La psicologia evolutiva adopta una comprensió de la ment que es basa en la teoria computacional de la ment. Descriu els processos mentals com a operacions computacionals, de manera que, per exemple, una resposta de por es descriu com a resultat d'un càlcul neurològic que introdueix les dades perceptives, per exemple, una imatge visual d'una aranya, i produeix la reacció adequada, per exemple, la por a allò que pot ser perillós dels animals. Sota aquesta visió, qualsevol aprenentatge general del domini és impossible a causa de l'explosió combinatòria. La Psicologia Evolutiva especifica el domini com els problemes de supervivència i reproducció.
Si bé els filòsofs generalment han considerat que la ment humana inclou facultats àmplies, com la raó i la luxúria, els psicòlegs evolucionistes descriuen els mecanismes psicològics evolucionats com a enfocats estretament per tractar qüestions específiques, com atrapar tramposos o triar parella. La disciplina considera que el cervell humà ha desenvolupat funcions especialitzades, anomenades mòduls cognitius, o adaptacions psicològiques que estan modelades per la selecció natural. Alguns exemples inclouen mòduls d'adquisició del llenguatge, mecanismes d'evitació de l'incest, mecanismes de detecció de tramposos, intel·ligència i preferències d'aparellament específiques del sexe, mecanismes d'alimentació, mecanismes de seguiment d'aliances, mecanismes de detecció d'agents i altres. Alguns mecanismes, anomenats específics de domini, tracten problemes adaptatius recurrents al llarg de la història evolutiva humana. D'altra banda, es proposen mecanismes de domini general per fer front a la novetat evolutiva.
La psicologia evolutiva té arrels en la psicologia cognitiva i la biologia evolutiva, però també es basa en l'ecologia del comportament, la intel·ligència artificial, la genètica, l'etologia, l'antropologia, l'arqueologia, la biologia, l'ecopsicologia i la zoologia. Està estretament lligat a la sociobiologia, però hi ha diferències clau entre ells, inclòs l'èmfasi en els mecanismes específics del domini més que no pas generals, la rellevància de les mesures de l'aptitud actual, la importància de la teoria del desajust i la psicologia més que el comportament.
Les quatre categories de preguntes de Nikolaas Tinbergen poden ajudar a aclarir les distincions entre diversos tipus d'explicacions diferents, però complementaris. La psicologia evolutiva se centra principalment en preguntes relacionades amb el "per què?", mentre que la psicologia tradicional se centra en preguntes relacionades amb el "com?".
|                                                                                   |                                                                                   | Perspectiva seqüencial - estàtica                                                                                 | |
| Desenvolupament Explicació de la forma actual en termes d'una seqüència històrica | Forma actual Explicació de la forma actual de les espècies                        | | |
| Preguntes del com - preguntes del per què                                         | Tradicional Com funcionen les estructures d'un organisme individual               | Ontogènia Explicacions del desenvolupament dels canvis en els individus, des de l'ADN fins a la seva forma actual | Mecanisme Explicacions mecàniques de com funcionen les estructures d'un organisme                                           |
| Preguntes del com - preguntes del per què                                         | Evolutiva Per què una espècie ha evolucionat les estructures (adaptacions) que té | Filogenia Història de l'evolució dels canvis seqüencials en una espècie al llarg de moltes generacions            | Adaptació Un tret d'espècie que va evolucionar per resoldre un problema reproductiu o de supervivència en el medi ancestral |

### Premises
La psicologia evolutiva es basa en diverses premisses bàsiques.
1. El cervell és un dispositiu de processament d'informació i produeix comportament en resposta a inputs externs i interns.[24][25]
2. Els mecanismes adaptatius del cervell van ser modelats per la selecció natural i sexual.[24][25]
3. Diferents mecanismes neuronals estan especialitzats per resoldre problemes en el passat evolutiu de la humanitat.[24][25]
4. El cervell ha desenvolupat mecanismes neuronals especialitzats que van ser dissenyats per resoldre problemes que es van repetir al llarg del temps evolutiu profund,[25] donant als humans moderns ments de l'edat de pedra.[24][26]
5. La majoria de continguts i processos del cervell són inconscients; i la majoria dels problemes mentals que semblen fàcils de resoldre són en realitat problemes extremadament difícils que es resolen inconscientment mitjançant complicats mecanismes neuronals.[24]
6. La psicologia humana consta de molts mecanismes especialitzats, cadascun sensible a diferents classes d'informació o inputs. Aquests mecanismes es combinen per manifestar el comportament.[25]